# Kathryn Smith (nghệ sĩ)
Kathryn Smith là một nghệ sĩ, giám tuyển và nhà nghiên cứu ở Nam Phi. Cô làm việc trên các dự án giám tuyển, nghiên cứu học thuật và thực hành phòng thu, trong khi nghệ thuật của cô đề cập đến sự không chắc chắn, rủi ro và thử nghiệm. Cô làm việc ở Cape Town và Stellenbosch. Tác phẩm của cô đã được trưng bày và thu thập ở Nam Phi và các nơi khác. Năm 2006, cô được bổ nhiệm làm giảng viên cao cấp tại Khoa Nghệ thuật Thị giác tại Đại học Stellenbosch và là người đứng đầu chương trình Thực hành Studio Mỹ thuật. Cô đã nghỉ chức này trong năm 2012/2013 để làm Thạc sĩ (Forensic Art) tại Đại học Dundee.

## Giáo dục
Smith sinh ra ở Durban, Nam Phi năm 1975. Năm 1997, cô tốt nghiệp Đại học Witwatersrand (Wits) với bằng Cử nhân Mỹ thuật về in. Hai năm sau vào năm 1999, cô nhận bằng Thạc sĩ chuyên ngành in ấn, cũng từ Đại học Wits. Cô đã tham gia vào các nghệ sĩ lưu trú tại Hoa Kỳ, Canada, Châu Âu và Nam Phi. Cô hiện đang làm việc tại Dundee, Scotland, nơi cô là sinh viên sau đại học tại Trung tâm Giải phẫu và Nhận dạng Con người, chuyên về nghệ thuật pháp y, theo chương trình Chevening Award.

## Tác phẩm nghệ thuật và nghề nghiệp
Smith xem việc làm mẫu bản in là khả năng tái tạo và lặp lại hình ảnh, suy nghĩ "nó như là một kiểu giả mạo thất bại; thất bại vì thực sự không có 'bản gốc' nào để bắt đầu". Cô mô tả tác phẩm của cô được mô tả là "nghệ sĩ tội phạm và lừa đảo" kỳ lạ. Danh tính của cô như là cả một nghệ sĩ và nhà nghiên cứu lịch sử đã dẫn đến mối bận tâm của cô với các phương pháp quan sát và nhận thức pháp y. Lợi ích của cô trong bệnh lý pháp lý và tâm lý học dẫn đến các tác phẩm truyền thông hỗn hợp là những bài bình luận nghệ thuật và xã hội.